# Andeszwaluw
De andeszwaluw (Orochelidon andecola synoniem: Haplochelidon andecola) is een zangvogel uit de familie zwaluwen (Hirundinidae).

## Verspreiding en leefgebied
Deze soort komt voor van Peru tot Argentinië en telt twee ondersoorten:
- O. a. oroyae: centraal Peru.
- O. a. andecola: van zuidelijk Peru tot noordelijk Chili, zuidelijk Bolivia en noordwestelijk Argentinië.

## Status
De grootte van de populatie is niet gekwantificeerd maar de soort wordt omschreven als vrij algemeen maar met een versnipperde verspreiding. Op de Rode lijst van de IUCN heeft deze soort de status niet bedreigd.